# 累积分布函数
累积分布函数（英語：cumulative distribution function，CDF）或概率分布函数，简称分布函数，是概率密度函數的积分，能完整描述一個實随机变量{\displaystyle X}的概率分佈。
在標量連續分佈的情況下，它給出了從負無窮到{\displaystyle x}的概率密度函數下的面積。 累積分佈函數也用於指定多元隨機變量的分佈。

## 定義
對於所有實數值的随机变量{\displaystyle X} ，累积分布函数定義如下:p. 77：
| {\displaystyle F_{X}(x)=\operatorname {P} (X\leq x)} |  | Eq.1 |

其中右侧表示随机变量{\displaystyle X}取值小于或等于{\displaystyle x}的概率。
對於{\displaystyle X}位于半闭区间{\displaystyle (a,b]} 的概率，其中{\displaystyle a<b}，因此定義是:p. 84:
| {\displaystyle \operatorname {P} (a<X\leq b)=F_{X}(b)-F_{X}(a)} |  | Eq.2 |

在上面的定義中，“小於或等於”符號“≤”是一種約定，不是普遍使用的（例如匈牙利文獻使用“<”），但這種區別對於離散分佈很重要。二項式分布和泊松分布的表格的正確使用取決於此約定。此外，像數學家保羅·皮埃爾·萊維(Paul Lévy)的特徵函數反演公式等重要公式也依賴於“小於或等於”公式。

## 性質
- 有界性[2]
  - {\displaystyle \lim _{x\to -\infty }F_{X}(x)=0}
  - {\displaystyle \lim _{x\to +\infty }F_{X}(x)=1}
- 單調性：
  - {\displaystyle F_{X}(x_{1})\leq F_{X}(x_{2}),\ {\mbox{if}}\,x_{1}<x_{2}}
- 右連續性：
  - {\displaystyle \lim _{x\rightarrow x_{0}^{+}}F_{X}(x)=F_{X}(x_{0})}

{\displaystyle X}之值落在一區間{\displaystyle (a,b]}之內的機率為
{\displaystyle \operatorname {P} (a<X\leq b)=F_{X}(b)-F_{X}(a)}
一隨機變數{\displaystyle X}的CDF與其PDF的關係為
{\displaystyle F_{X}(x)=\int _{-\infty }^{x}f_{X}(t)\,dt}

## 反函数
若累积分布函数 {\displaystyle F} 是连续的严格增函数，则存在其反函数{\displaystyle F^{-1}(y),y\in [0,1]}。累积分布函数的反函数可以用来生成服从该随机分布的随机变量。设若{\displaystyle F_{X}(x)}是概率分布{\displaystyle X}的累积分布函数，并存在反函数{\displaystyle F_{X}^{-1}}。若{\displaystyle a}是{\displaystyle [0,1)}区间上均匀分布的随机变量，则{\displaystyle F_{X}^{-1}(a)}服从{\displaystyle X}分布。

## 互补累积分布函数

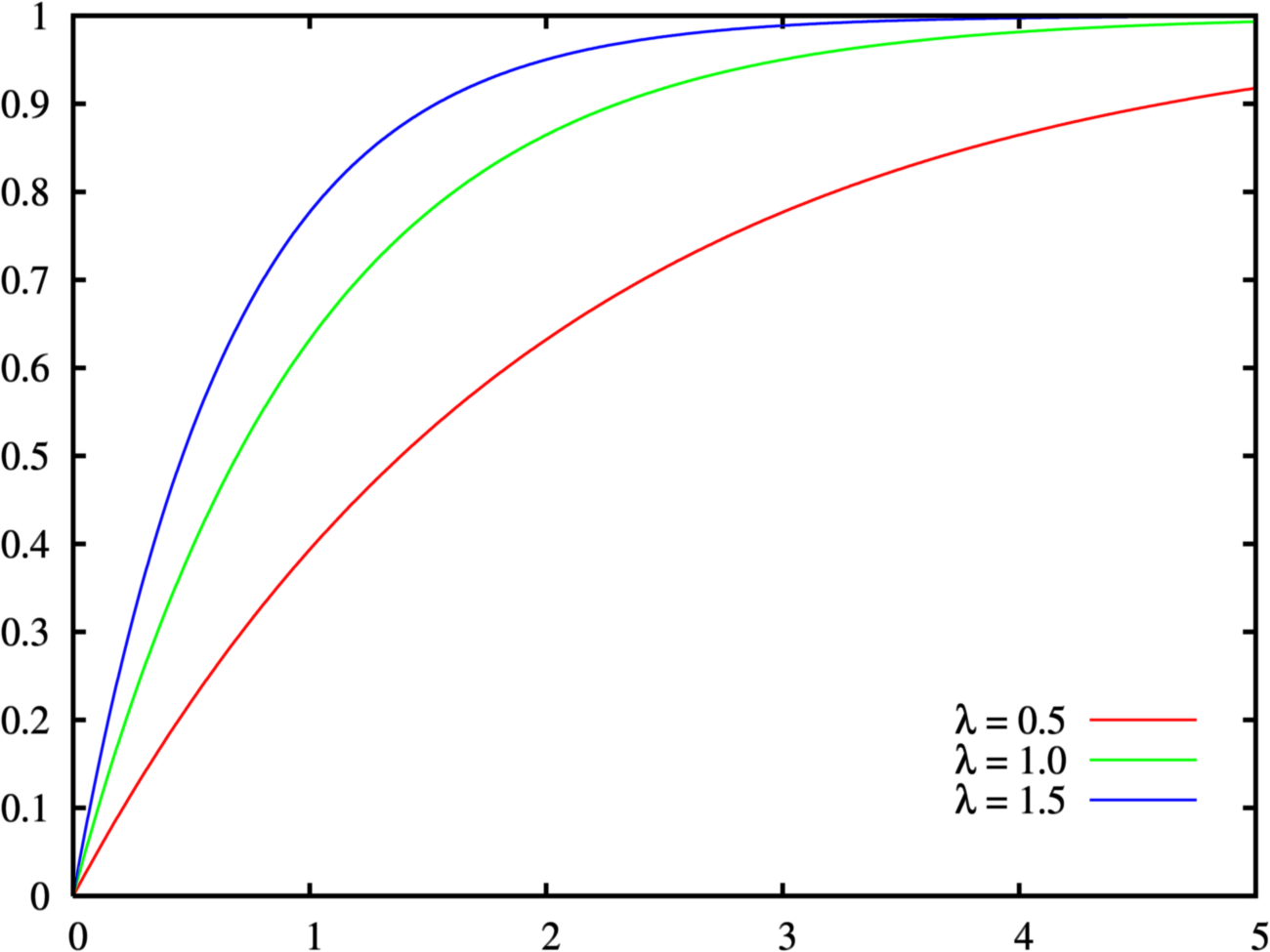
指数分布的累积分布函数

正态分布的累积分布函数

互补累積分布函数（complementary cumulative distribution function、CCDF），是对连续函数，所有大于{\displaystyle a}的值，其出现概率的和。
{\displaystyle F(a)=P(x>a)}